# 蘭嶼瘤節蜱
蘭嶼瘤節蜱（学名：Aceria lanyuensis）为節蜱科瘤節蜱屬下的一个种。